# Lago Blu (Valtournenche)
Il Lago Blu (o Lac Bleu in francese - pron. fr. AFI: [lak blø]) è un lago alpino di piccole dimensioni che si trova a Breuil-Cervinia, frazione del comune di Valtournenche, in Valle d'Aosta.
Poco distante si trova la pista di bob del Lago Blu, che dal 1960 al 1990 ospitò numerose competizioni internazionali di bob.

## Geografia fisica
Il Lago Blu fa parte di un gruppo di piccoli laghi chiamati Laghi del Layet (pron. fr. AFI: [lajɛ]). 
I Laghi del Layet sono tutti laghi alpini di origine morenica (dovuta all'alterazione della superficie terrestre causata dal rilascio di sedimenti e dall'azione di ritiro dei ghiacciai) e sono alimentati da sorgenti sotterranee, le quali forniscono le acque ai laghi dallo scioglimento delle nevi e dei ghiacci invernali.
Nonostante questo andamento, l'unico dei Laghi del Layet non temporanei è proprio il Lago Blu. Questo perché parte delle acque presenti nei Laghi del Layet ad altitudine superiore drena a livello sotterraneo verso il bacino del Lago Blu, alimentandolo costantemente e permettendo il riempimento del bacino tutto l'anno.
Parte delle acque del Lago Blu deriva dallo scioglimento di una lingua glaciale sotterranea incastonata in una paleofrana tra le più grandi della Valle d'Aosta, conosciuta come paleofrana del Breuil.
Il Lago Blu ha due emissari sotto forma di ruscelli, i quali sfociano nel torrente Marmore, il torrente principale della Valtournenche.
Nella stagione invernale la superficie del lago è ghiacciata e coperta di neve.
Particolarità del lago è lo spettacolare riflesso del Cervino sullo specchio d'acqua.

## Toponimo

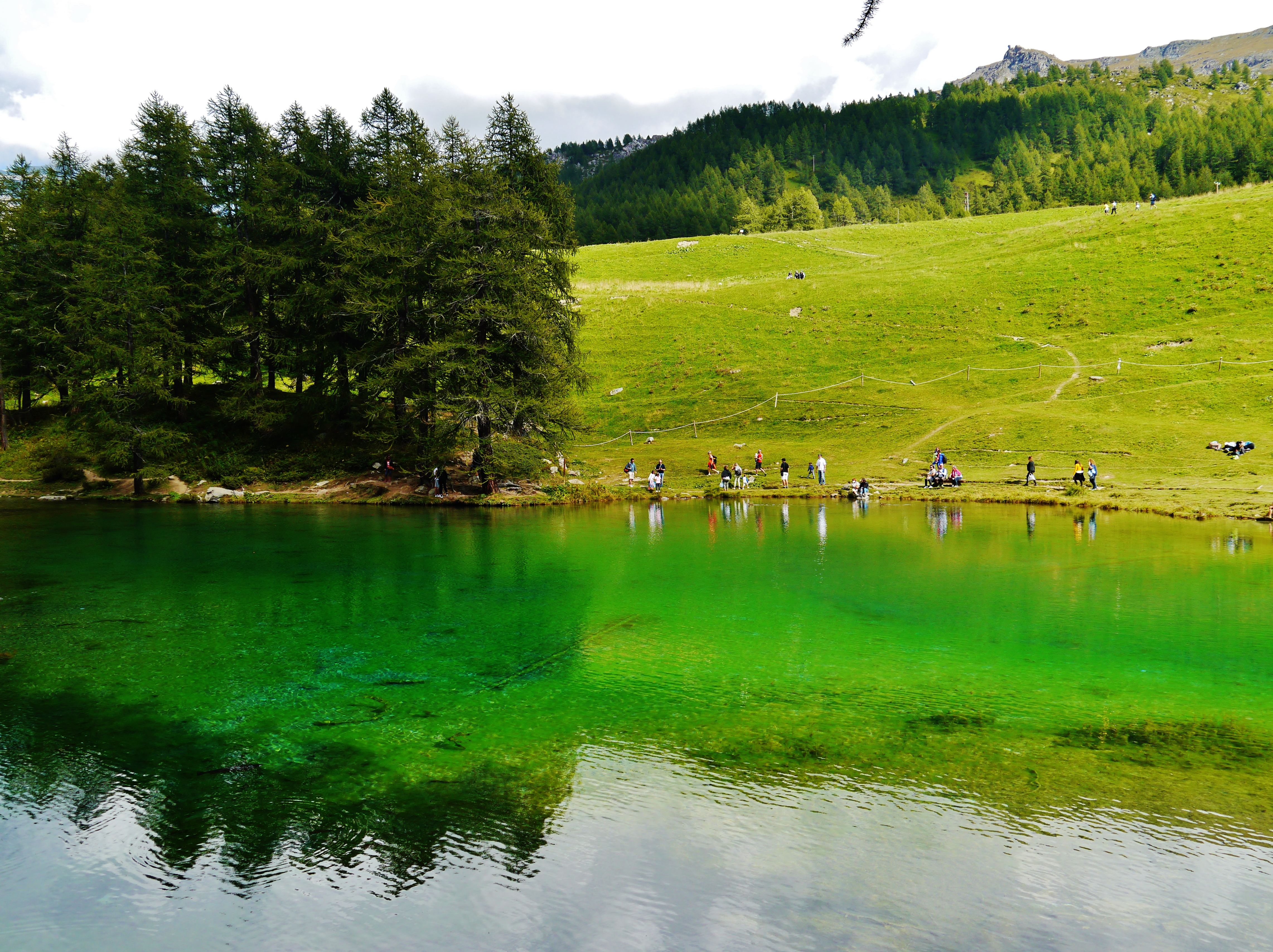
Turisti sulla sponda del lago

Il nome Lago Blu gli viene attribuito dall'inizio del 1900. In alcuni documenti del XIX secolo, infatti, si può trovare la denominazione Lac Vert (Lago Verde, in italiano) o Lac de Layet.
Viene chiamato Lago Blu perché le accese sfumature di questo colore sono in parte dovute dalle alghe presenti sul fondo e in parte sono dovute dalla presenza di minerali disciolti nell'acqua dall'azione di erosione dei ghiacciai, regalando il caratteristico colore blu-verde al lago.
Il nome Lac de Layet, invece, deriva dal toponimo dato alla vicina località Layet su cui si sviluppano alcuni alpeggi storici di Valtournenche. Il termine layet deriva dal patois valdostano e significa "zona di laghi" o "zona allagata".

## Accesso
Il lago può essere raggiunto in auto tramite la Strada Regionale 26 della Valtournenche in 5 minuti da Breuil-Cervinia e in 10 minuti da Valtournenche capoluogo. Nei pressi del lago è presente un piccolo parcheggio.
Il lago può essere raggiunto via bus con la linea Châtillon - Breuil-Cervinia e con la linea circolare Breuil-Cervinia - Cielo Alto. In entrambi i casi vi è la fermata del bus nei pressi del lago.
Il lago può essere raggiunto a piedi attraverso un facile sentiero nel bosco da Breuil-Cervinia in 15-20 minuti di camminata.